# 唐家墩站
唐家墩站位于中华人民共和国湖北省武汉市江汉区，是武汉地铁6号线的地铁车站，规划中的武汉地铁10号线也将经过此站。

## 车站结构
车站位于发展大道与唐家墩路交叉路口处，为6号线与10号线换乘站。

### 楼层分布
| 地面     | 地面               | 出入口                               |  |  |
| 地下一层 | 站厅               | 售票机、客服中心、武漢通充值、洗手间 |  |  |
| 地下二层 | 设备层             |                                      |  |  |
| 地下三层 |                    | █ 6号线 往新城十一路（石桥）         |  |  |
|          | 岛式站台，左侧开门 |                                      |  |  |
|          |                    | █ 6号线 往东风公司（三眼桥）         |  |  |

### 車站出口
|                                                 |      | |
| 出口編號                                        | 設施 | 建議前往的目的地                                                                                       |
| A                                               |      | 唐家墩路 唐蔡路、武漢市紅十字會醫院、武漢全國服裝貿易中心、唐蔡社區、藍空·國粹香舍、北斗花園、東方名園 |
| B                                               |      | 唐家墩路 發展大道、武漢市勵志中學、中百倉儲、頂琇晶城、田園小區                                        |
| C                                               |      | 唐家墩路 武漢市先鋒中學、武漢市第十九初級中學、工貿寫字樓、中央錦城                                    |
| 注： 設有升降機 \| 設有輪椅升降台 \| 設有洗手間 |      | |

## 运营信息
- 6号线首末班车时间

## 鄰近地點
武汉市第十一医院、唐蔡路、二环线、机场二通道、顶琇晶城、香江花园、中百仓储(唐家墩购物广场)、国美电器(唐家墩店)、工贸家电(唐家墩店)等。

### 内部链接
- 武汉地铁车站列表